# Autour de la maison rose
Autour de la maison rose é um filme de drama libanês de 1999 dirigido e escrito por Joana Hadjithomas e Khalil Joreige. Foi selecionado como representante do Líbano à edição do Oscar 2000, organizada pela Academia de Artes e Ciências Cinematográficas.

## Elenco
- Joseph Bou Nassar (Omar)
- Mireille Safa (Samia)
- Zeina Saab de Melero (Leyla)
- Hanane Abboud (Nawar)
- Maurice Maalouf (Jaber)
- Aline Aour
- Toni Maalouf